# Mechanitis obumbrata
Mechanitis obumbrata är en fjärilsart som beskrevs av Ferreira D'almeida 1951. Mechanitis obumbrata ingår i släktet Mechanitis och familjen praktfjärilar. Inga underarter finns listade i Catalogue of Life.